# Lindenblättriger

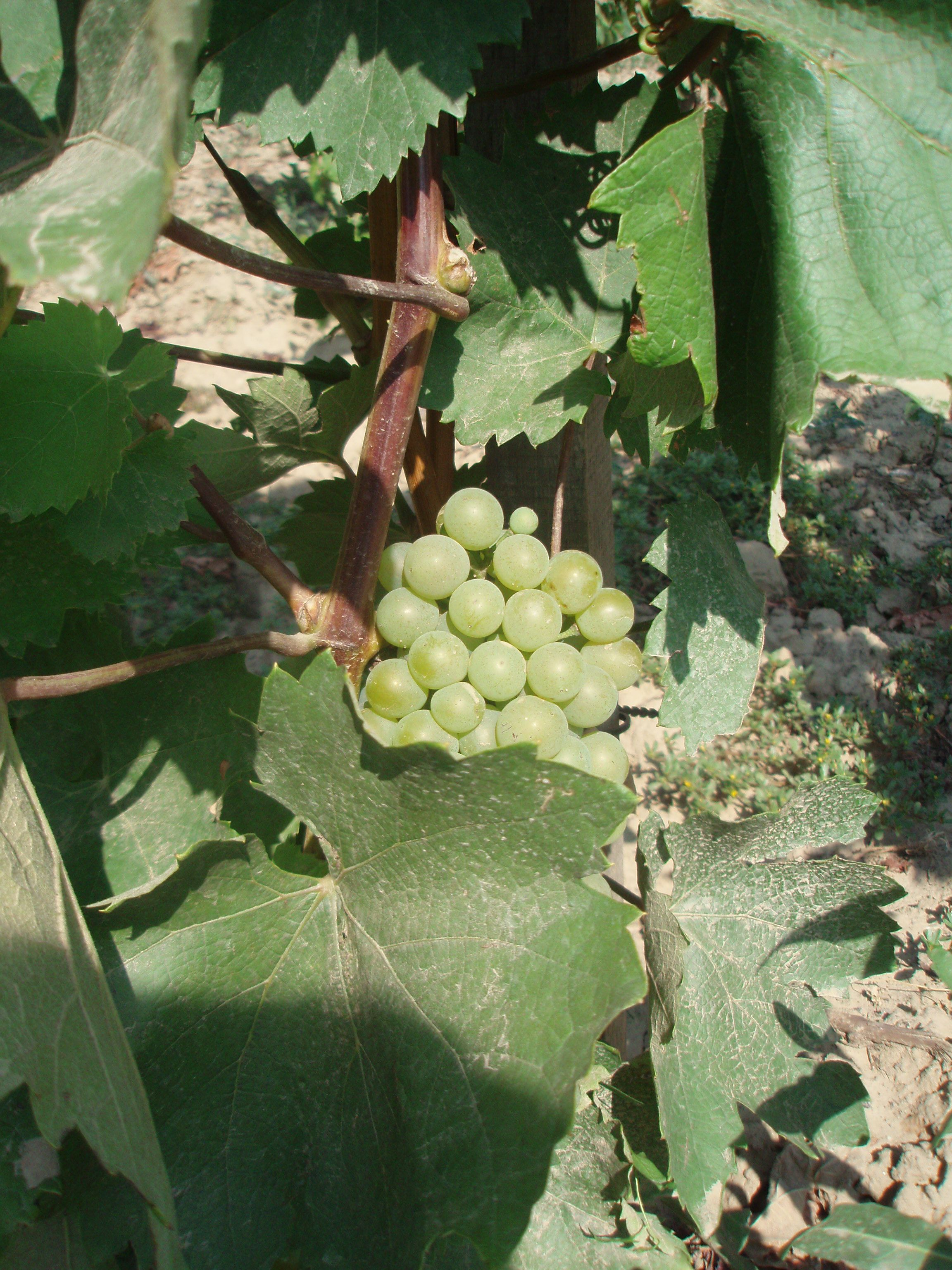
Lindenblättriger-Trauben

Lindenblättriger, auf ungarisch Hárslevelű, ist eine autochthone ungarische Weißweinsorte. Außer in Ungarn, wo sie unter den Weißweinreben an fünfter Stelle steht, spielt sie in der Slowakei und in der Republik Südafrika eine gewisse Rolle. Neuerdings werden allerdings wieder in vielen Weinbaugebieten Rieden mit dieser Rebe bestockt, vor allem, um Süßweine zu gewinnen. Im Burgenland, das bis 1921 zu Ungarn gehörte, gibt es im Weingut Umathum seit 2010 Bestrebungen, die ehemals angestammte Sorte populär zu machen und damit an die alte Tradition anzuknüpfen. Viele Synonyme wie slowakisch Lipovina oder rumänisch Frunză de Tei deuten auf ein früher größeres Verbreitungsgebiet hin.
Die Blätter der Rebe ähneln entfernt Lindenblättern, auch Geruch und Aroma der großen, lockerbeerigen Trauben erinnern etwas an Linden. Die stark für Grauschimmelfäule (Botrytis cinerea) anfälligen mittelgroßen Beeren liefern sortenrein ausgebaut meist liebliche, extrakt- und bukettreiche Weine von grüngelber bis gelbgoldener Farbe, für die die Region um Debrő am Südhang des Mátra-Gebirges bekannt war. Heute werden jedoch auch trockene, relativ alkoholreiche Weine von oft bemerkenswerter Qualität in der Region erzeugt.
Besondere Bedeutung hat diese Rebe neben dem Furmint als Trägersorte für den berühmten Tokajer.

## Synonyme
Die Rebsorte Lindenblättriger ist auch unter den Namen Budai Goher, Feuille de Tilleul, Frunza de Tei, Frunze de Tei, Gars Levelyu, Garsh Levelyu, Garsleveliu, Garsz Levelju, Gorsh Levelyu, Hachat Lovelin, Harch Levelu, Harchlevelu, Hars Levelu, Hars Levelü, Hars Levelyu, Harslevele, Hárslevelű, Harst Leveliu, Harzevelu, Hosszunyelü Feher, Kerekes, Kereklevelü, Weisser, Lidenblättriger, Lindenblätrige, Lindenblättrige, Lindenblütrige, Lindener, Lipolist, Lipolist Biyali, Lipovina, Musztafer, Nöthab, Tarpai, Tokai, Tokay und Vörös bekannt.